# Högsbo industriområde

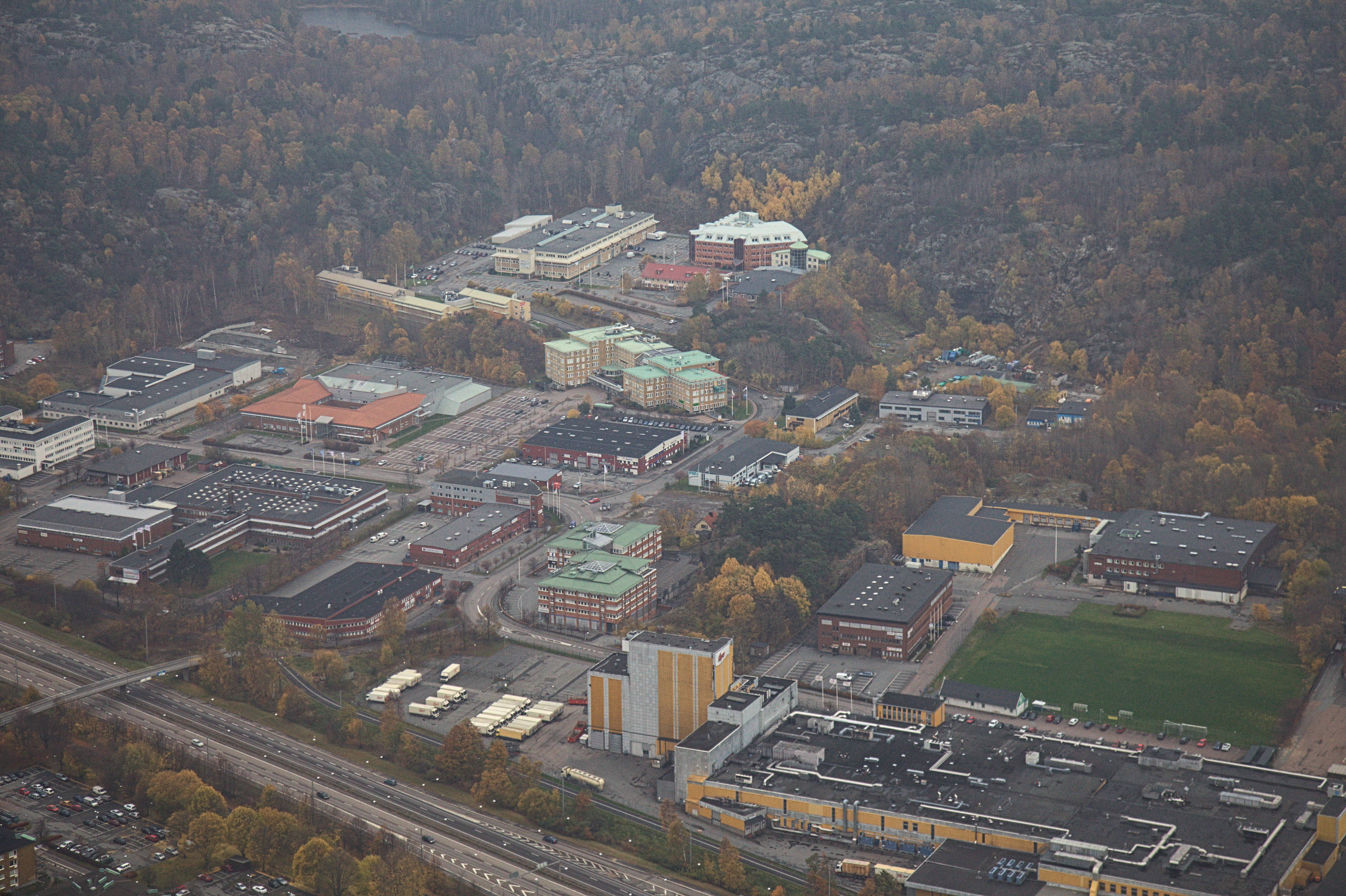
Högsbo industriområde. Norra delen med J. A. Wettergrens gata och Olof Asklunds gata. Helikopterfoto 2013.

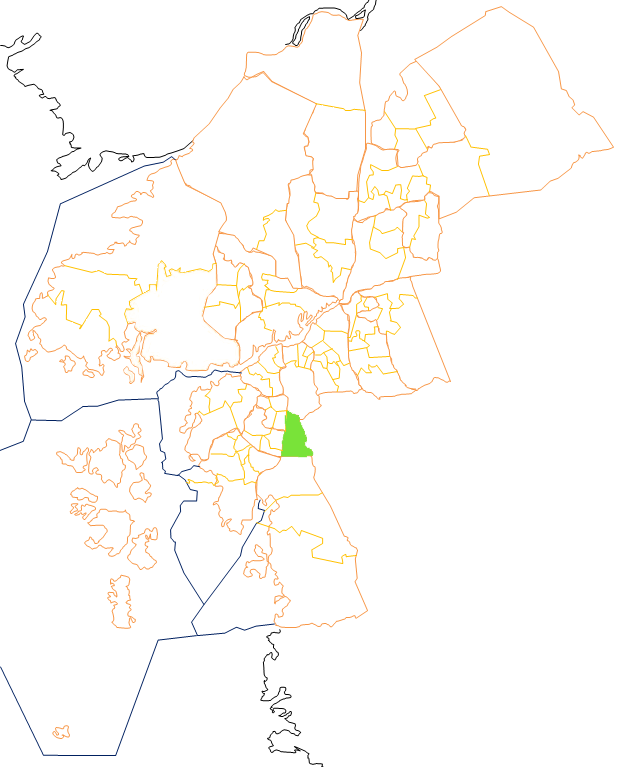
Primärområde 516 Högsbo

Högsbo industriområde är en del av Högsbo i sydvästra Göteborg. Det ligger mellan Dag Hammarskjöldsleden, Änggårdsbergen och Söderleden med ett flertal industrier, verksamheter och handel. Området tillhörde tidigare Högsbo gård och började bebyggas på 1960-talet. 

## Högsbo primärområde
Industriområdet motsvarar primärområde 516 Högsbo (ej att förväxla med det tidigare stadsdelsnämndsområdet med samma namn). Det är Göteborgs minst befolkade primärområde med bara 50 invånare.

### Stadsområdes- och stadsdelsnämndstillhörighet
Primärområdet tillhörde fram till årsskiftet 2020/2021 stadsdelsnämndsområdet Askim-Frölunda-Högsbo och ingår sedan den 1 januari 2021 i stadsområde Sydväst.

## Historia
Det första företaget i området var firma Gunnar Ahlman & Co, som 1949 började tillverka rörklamrar. I början av 1960-talet flyttade stora firmor som Pååls bageri, Ericsson Telemateriel AB (1965) och FP Glasmagasin (1965) in.

### Högsbo pegmatitbrott
I den östra utkanten ligger Högsbo pegmatitbrott, som var i drift 1945-1950. Pegmatit används vid porslinstillverkning, och geologer har funnit över 25 olika mineraler i gruvan, däribland det ovanliga Monazit. Sedan 1973 är gruvan naturreservat.

## Högsbo 421
Från att ha varit ett utpräglat industri- och verksamhetsområde, tillkom 2006 detaljhandelsområdet Högsbo 421, ett köpcentrum ritat av Wingårdh arkitektkontor. Bland butikerna märks ICA Maxi och Power. Köpcentret har även bekostat en förbättring av Marconinomotet med anslutande väg för att förbättra tillgängligheten för kunderna.

## Sisjön
Söder om Söderleden ligger Sisjöns industriområde, som är detaljhandelsorienterat. Vidare österut vidtar Eklanda industriområde, som ligger i Mölndals kommun.

## Sydöstra delen
I områdets sydöstra del mot Eklanda ligger gården Långeberg, Högsboanstalten och i områdets sydvästra del det före detta Pripps-bryggeriet, Västra Frölunda kyrkogård och villautställningen "Husknuten".